# Présilly (Alta Saboya)
 Présilly  es una población y comuna francesa, en la región de Ródano-Alpes, departamento de Alta Saboya, en el distrito de Saint-Julien-en-Genevois y cantón de Saint-Julien-en-Genevois.

## Demografía
| 390 | 368 | 418 | 474 | 562 | 622 |
| Para los censos de 1962 a 1999 la población legal corresponde a la población sin duplicidades (Fuente: INSEE [Consultar]) |     |     |     |     |     |